# Cercle de Joachim SC
Der Cercle de Joachim Sports Club ist ein mauritischer Fußballverein aus der Stadt Curepipe. Aktuell spielt der Verein in der ersten Liga.

## Geschichte
Der Verein wurde 2004 gegründet. Der in der obersten mauritischen Liga spielende Verein konnte bisher viermal die Meisterschaft und zweimal den Mauritian Republic Cup gewinnen.

## Stadion
Seine Heimspiele trägt er im 6200 Zuschauer fassenden Stade George V in Curepipe aus.

## Erfolge
- Mauritischer Meister: 2013/14, 2014/15, 2024, 2024/25
- Mauritischer Republikpokal: 2015/16, 2024

## Trainer
| Trainer            | von          | bis           |
| ------------------ | ------------ | ------------- |
| Joe Tshupula Kande | 1. Juli 2013 | 30. Juni 2015 |
| Ismail Balanga     | 1. Juli 2016 | 30. Juni 2017 |

## Aktuelle und ehemalige Nationalspieler des Vereins
Yannick Aristide
Jordan François
Aurélien François
Jason Ferré
David Aristide
Pascal Colin
Brendon Citorah
William François
Jininio Darbon
Jininio Darbon U20